# Złoty Puchar CONCACAF 2025 (eliminacje)
W kwalifikacjach do Złotego Pucharu CONCACAF 2025 weźmie udział 14 zespołów. Siedem z nich awansują na turniej. 8 drużyn z Ligi Narodów CONCACAF 2024/25 (4 z dywizji A i 4 z dywizji B) uzyskało awans automatyczny i nie muszą brać udziału w kwalifikacjach.

## Uczestnicy
W eliminacjach weźmie udział 12 drużyn. 4 z nich to przegrani ćwierćfinałów Ligi Narodów 2024/25. Następni 4 uczestnicy uzyskali awans poprzez zajęcie trzecich i czwartych miejsc w swoich grupach w dywizji A. Kolejnymi 2 zespołami są dwie najwyżej rozstawione reprezentacje, które zajęły drugie miejsce w swojej grupie w dywizji B. Ostatni 4 uczestnicy zakwalifikowali się do eliminacji poprzez zwycięstwo w barażach.
| Przegrani ćwierćfinałów |
| ----------------------- |
| Kostaryka               |
| Jamajka                 |
| Surinam                 |
| Honduras                |

| Drużyny z 3. i 4. miejsc grup dywizji A |
| --------------------------------------- |
| Gwatemala                               |
| Martynika                               |
| Nikaragua                               |
| Trynidad i Tobago                       |

| Najlepsi wiceliderzy grup dywizji B |
| ----------------------------------- |
| Saint Vincent i Grenadyny           |
| Bermudy                             |

| Zwycięzcy barażów |
| ----------------- |
| Gwadelupa         |
| Kuba              |
| Belize            |
| Gujana            |

## Zasady
Eliminacje składają się z siedmiu dwumeczy. Ich zwycięzcy awansują na Złoty Puchar CONCACAF 2025. Spotkania zostaną rozegrane w marcu 2025. Drużyny zostały rozstawione według rankingu CONCACAF z listopada 2024. Pierwsza drużyna z zestawienia zagra z czternastą, druga z trzynastą i tak dalej.

### Rozstawienie
| Mjs. | Drużyna                   | Współ. | Ran. |
| ---- | ------------------------- | ------ | ---- |
| 1    | Kostaryka                 | 1 658  | 5    |
| 2    | Jamajka                   | 1 574  | 6    |
| 3    | Honduras                  | 1 513  | 7    |
| 4    | Gwatemala                 | 1 423  | 9    |
| 5    | Trynidad i Tobago         | 1 313  | 10   |
| 6    | Martynika                 | 1 296  | 11   |
| 7    | Nikaragua                 | 1 198  | 13   |
| 8    | Gwadelupa                 | 1 139  | 14   |
| 9    | Surinam                   | 1 128  | 16   |
| 10   | Kuba                      | 1 112  | 17   |
| 11   | Gujana                    | 1 024  | 19   |
| 12   | Bermudy                   | 885    | 21   |
| 13   | Saint Vincent i Grenadyny | 870    | 22   |
| 14   | Belize                    | 791    | 25   |

## Mecze
Zwycięzcy dwumeczów awansują do Złotego Pucharu CONCACAF 2025.
| Drużyna 1                            | Wynik dwumeczu | Drużyna 2         | Pierwszy mecz | Drugi mecz |
| ------------------------------------ | -------------- | ----------------- | ------------- | ---------- |
| Belize                               | 1:13           | Kostaryka         | 0:7           | 1:6        |
| Saint Vincent i Grenadyny            | 1:4            | Jamajka           | 1:1           | 0:3        |
| Bermudy                              | 3:7            | Honduras          | 3:5           | 0:2        |
| Gujana                               | 3:4            | Gwatemala         | 3:2           | 0:2        |
| Kuba                                 | 1:6            | Trynidad i Tobago | 1:2           | 0:4        |
| Surinam                              | 2:0            | Martynika         | 1:0           | 1:0        |
| Gwadelupa                            | 2:0            | Nikaragua         | 1:0           | 1:0        |
| Po lewej gospodarz pierwszego meczu. |                |                   |               |            |

### Belize - Kostaryka
| 22 marca 2025 03:00 CET | Belize | 0:7(0:3)Raport | Kostaryka · 7', 36' (k) Ugalde · 38' Vargas · 65' Mitchell · 70', 88' Zamora · 81' Alcócer | FFB Stadium, Belmopan Sędzia: Adonis Carrasco |
|                         |        |                |                                                                                            |                                               |

| 26 marca 2025 02:00 CET | Kostaryka · Arzu 1' (sam.) · Bran 6', 66' · Martínez 8' · Ugalde 36' · Zamora 69' | 6:1(4:0)Raport | Belize · 47' Bernárdez | Stadion Narodowy Kostaryki, San José Sędzia: Julio Luna |
|                         |                                                                                   |                |                        |                                                         |

- Kostaryka wygrała w dwumeczu 13−1 i awansowała na Złoty Puchar CONCACAF 2025.

### Saint Vincent i Grenadyny - Jamajka
| 22 marca 2025 00:00 CET | Saint Vincent i Grenadyny · Anderson 65' | 1:1(0:0)Raport | Jamajka · 90+8' Bailey | Arnos Vale Stadium, Kingstown Sędzia: Karen Hernández |
|                         |                                          |                |                        |                                                       |

| 26 marca 2025 01:00 CET | Jamajka · Brown 27' · Johnson 89' (sam.) · Cephas 90+4' | 3:0(1:0)Raport | Saint Vincent i Grenadyny | Sabina Park, Kingston Sędzia: Pierre-Luc Lauzière |
|                         |                                                         |                |                           |                                                   |

- Jamajka wygrała w dwumeczu 4−1 i awansowała na Złoty Puchar CONCACAF 2025.

### Bermudy - Honduras
| 22 marca 2025 00:00 CET | Bermudy · Crichlow 1' · Parfitt-Williams 44' · Lewis 90+2' (k) | 3:5(2:0)Raport | Honduras · 60', 66' Quioto · 64' Palma · 89' Martínez · 90+4' Pinto | Stadion Narodowy, Devonshire Parish Sędzia: Reon Radix |
|                         |                                                                |                |                                                                     |                                                        |

| 26 marca 2025 03:00 CET | Honduras · Benguché 53' · Palma 57' | 2:0(0:0)Raport | Bermudy | Estadio Nacional Chelato Uclés, Tegucigalpa Sędzia: Bryan López |
|                         |                                     |                |         |                                                                 |

- Honduras wygrał w dwumeczu 7−3 i awansował na Złoty Puchar CONCACAF 2025.

### Gujana - Gwatemala
| 22 marca 2025 02:00 CET | Gujana · Jones 9', 36', 56' | 3:2(2:1)Raport | Gwatemala · 29' Martínez · 80' (k) Pinto | Wildey Turf, Wildey (Barbados) Sędzia: Iván Barton |
|                         |                             |                |                                          |                                                    |

| 22 marca 2025 01:30 CET | Gwatemala · Rubín 11' · Lemus 76' | 2:0(1:0)Raport | Gujana | Estadio Cementos Progreso, Gwatemala Sędzia: Lukasz Szpala |
|                         |                                   |                |        |                                                            |

- Gwatemala wygrała w dwumeczu 4−3 i awansowała na Złoty Puchar CONCACAF 2025.

### Kuba - Trynidad i Tobago
| 21 marca 2025 21:00 CET | Kuba · Matos 6' | 1:2(1:1)Raport | Trynidad i Tobago · 20' Lee · 53' Yeates | Estadio Antonio Maceo, Santiago de Cuba Sędzia: Juan Calderón |
|                         |                 |                |                                          |                                                               |

| 26 marca 2025 00:00 CET | Trynidad i Tobago · Lee 22', 37' · Molino 51' · James 84' | 4:0(2:0)Raport | Kuba | Ato Boldon Stadium, Couva Sędzia: César Arturo Ramos |
|                         |                                                           |                |      |                                                      |

- Trynidad i Tobago wygrało w dwumeczu 6−1 i awansowało na Złoty Puchar CONCACAF 2025.

### Surinam - Martynika
| 21 marca 2025 23:00 CET | Surinam · Kerk 52' | 1:0(0:0)Raport | Martynika | Dr. Ir. Franklin Essed Stadion, Paramaribo Sędzia: Víctor Cáceres Hernández |
|                         |                    |                |           |                                                                             |

| 26 marca 2025 00:00 CET | Martynika | 0:1(0:0)Raport | Surinam · 80' Pherai | Stade Pierre-Aliker, Fort-de-France Sędzia: José Torres |
|                         |           |                |                      |                                                         |

- Surinam wygrał w dwumeczu 2−0 i awansował na Złoty Puchar CONCACAF 2025.

### Gwadelupa - Nikaragua
| 22 marca 2025 01:00 CET | Gwadelupa · David 17' | 1:0(1:0)Raport | Nikaragua | Stade Roger Zami, Le Gosier Sędzia: Nelson Salgado |
|                         |                       |                |           |                                                    |

| 26 marca 2025 01:30 CET | Nikaragua | 0:1(0:0)Raport | Gwadelupa · 64' Mirval | Estadio Nacional de Fútbol, Managua Sędzia: Fernando Hernández |
|                         |           |                |                        |                                                                |

- Gwadelupa wygrała w dwumeczu 2−0 i awansowała na Złoty Puchar CONCACAF 2025.

## Strzelcy

### 3 gole
- Isaiah Jones
- Manfred Ugalde
- Álvaro Zamora
- Isaiah Lee

### 2 gole
- Luis Palma
- Romell Quioto
- Alejandro Bran

### 1 gol
- Carlos Bernárdez
- Kane Crichlow
- Zeiko Lewis
- Djair Parfitt-Williams
- Florian David
- Raphaël Mirval
- Erick Lemus
- José Carlos Martínez
- José Carlos Pinto
- Rubio Rubín
- Jorge Benguché
- Julián Martínez
- José Pinto
- Leon Bailey
- Warner Brown
- Renaldo Cephas
- Josimar Alcócer
- Alonso Martínez
- Jeyland Mitchell
- Kenneth Vargas
- Yasnier Matos
- Oalex Anderson
- Gyrano Kerk
- Immanuel Pherai
- Nate James
- Kevin Molino
- Steffen Yeates

### Gole samobójcze
- Donell Arzu (dla Kostaryki)
- Andrew Johnson (dla Jamajki)